# Jan Mostaert
Jan Mostaert (Haarlem, 1475 circa – 1555/1556) è stato un pittore olandese.

## Biografia

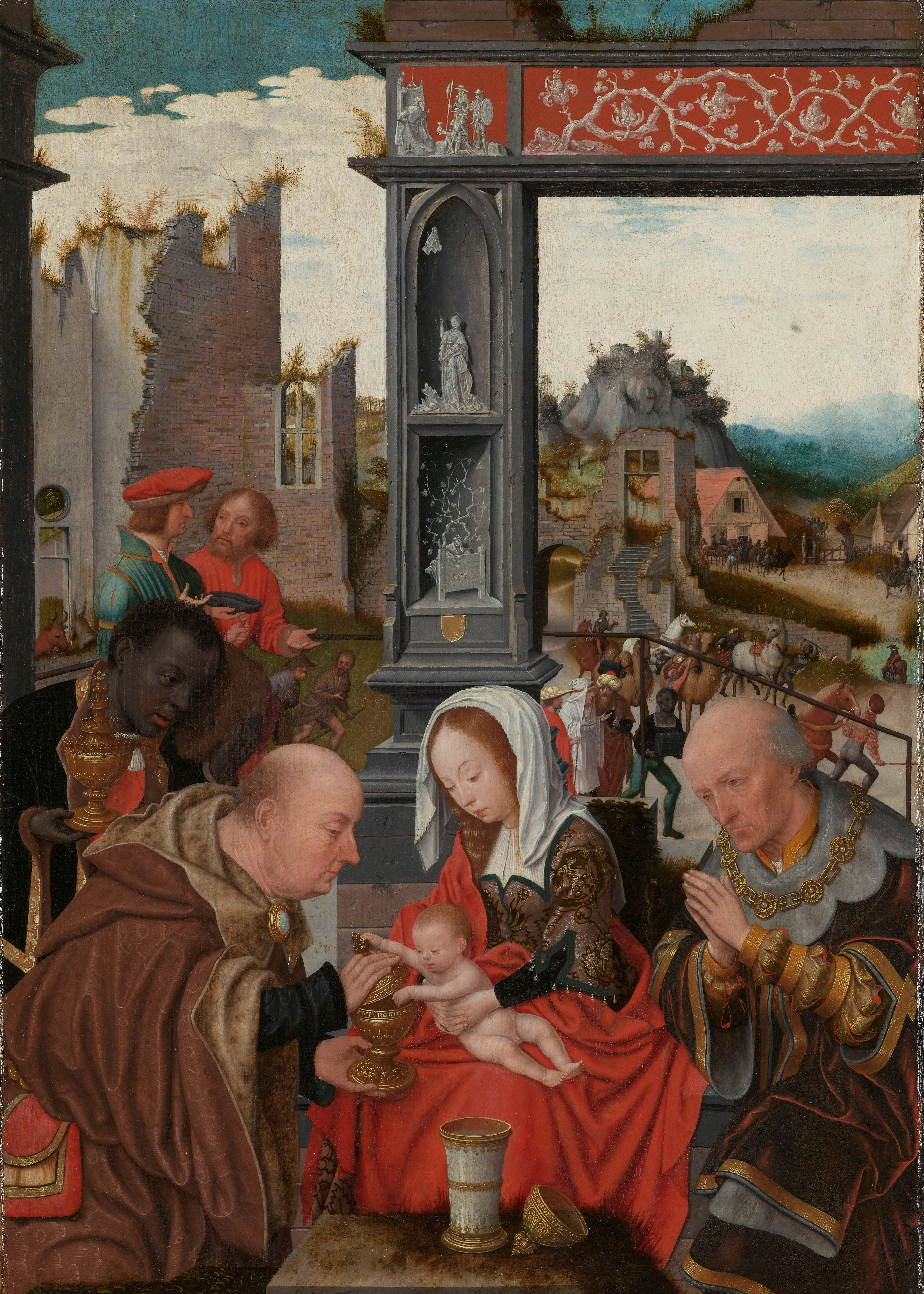
Adorazione dei Magi, Rijksmuseum, Amsterdam

Fu a lungo noto come Maestro d'Oultremont, riferito al trittico della Deposizione dalla croce del Museo reale delle belle arti del Belgio di Bruxelles. I primi documenti lo citano ad Haarlem nel 1498 e secondo van Mander sarebbe stato allievo di Jacob Jansz van Haarlem, pittore di cui si sa ben poco e forse identificabile col Maestro del dittico di Brunswick.
Nel 1507 appare per la prima volta come decano della gilda di Haarlem, funzione che svolgerà per l'ultima volta nel 1543. Dal 1519 al 1529 fu pittore ufficiale della reggente Margherita d'Austria, la cui corte aveva sede a Malines. Questa informazione pone in realtà dei problemi non facilmente risolvibili, perché dagli archivi di Haarlem risulta che il pittore non risiedette mai per lunghi periodi lontano dalla sua città. La sua opera comprende soggetti religiosi, qualche paesaggio e numerosi ritratti tra i quali vanno citati il Ritratto di Joos van Brockhorst, ora al Petit Palais di Parigi, il Ritratto di giovane uomo, eseguito tra il 1520 ed il 1525 ed ora a Liverpool nella Walker Art Gallery, ed altri vari Ritratti maschili conservati nei musei di Berlino, Copenaghen e Bruxelles.
Queste opere sono immerse in un'atmosfera di pacata distinzione e si caratterizzano per la delicata resa dei colori delle materie, come i grigi serici dei guanti, le sfumature dei velluti, che ricordano il gusto di Geertgen tot Sint Jans e della scuola del paesaggio di Haarlem alla Patinit, con piccole figure animate, tratto caratteristico del pittore. Originale e curiosa è la presenza di un'opera come il Paesaggio delle Indie Occidentali, del 1542 ed ora al Museo Frans Hals di Haarlem. Si tratta di una delle prime rappresentazioni del Nuovo Mondo, singolare nella sua visione ingenua, magnifica ma anche inesatta delle Americhe. L'influsso di Joachim Patinir nel Paesaggio con San Cristoforo, del  Koninklijk Museum voor Schone Kunsten di Anversa, una delle sue opere più tarde.

Paesaggio delle Indie Occidentali

Nei dipinti religiosi la lezione, un po' edulcorata, di Geertgen tot Sint Jans è particolarmente evidente, come ad esempio  nella Testa di San Giovanni Battista, opera piena di dettagli, e nella Adorazione dei Magi,  entrambe conservate nel Rijksmuseum di Amsterdam.